# Kuunkuiskaajat

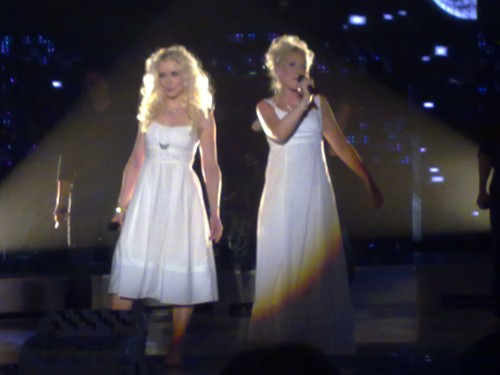
Kuunkuiskaajat al 'Euroviisut 2010'

Kuunkuiskaajat (traduïble al català com: Les que murmuren a la Lluna) és un duo femení finlandès de música folk compost per Susan Ara i Johanna Virtanen (ex membres de Värttinä). Van representar a Finlàndia al Festival de la Cançó d'Eurovisió 2010 amb la cançó "Työlki ellää".
Prèviament, el duo havia guanyat la final nacional finlandesa, el Finlàndia al Festival de la Cançó d'Eurovisió (Euroviisut) gràcies al televot del públic a la "Súper-final", en obtenir un 42% del total.
Al festival d'Eurovisió es van classificar en onzena posició en la primera de les dues semifinals, quedant-se així a les portes de participar en la Final.

## Discografia
- Kuunkuiskaajat (2008)
- Representants de Finlàndia a Eurovisió 2010
- Revitty rakkaus (2016)

### Singles
- Mailmaan Majoilla (2008)
- Kahden (2008)
- Työlki Ella (2010)